# Aledjo-Koura
Aledjo-Koura ist ein Arrondissement im Departement Donga in Benin. Es ist eine Verwaltungseinheit, die der Gerichtsbarkeit der Kommune Bassila untersteht. Gemäß der Volkszählung von 2013 hatte Aledjo-Koura 23.238 Einwohner, davon waren 11.521 männlich und 11.717 weiblich.
Die Grenze zum Nachbarland Togo ist nicht weit entfernt, ebenso Benins höchster Berg Mont Sokbaro.

## Bekannte Söhne und Töchter
- Souraka Mamam (* 1997), Fußballer